# Riatia tucuruiense
Riatia tucuruiense är en kackerlacksart som beskrevs av Guilherme A.M.Lopes och de Oliveira 2005. Riatia tucuruiense ingår i släktet Riatia och familjen småkackerlackor. Inga underarter finns listade i Catalogue of Life.